# Lénárddaróc, Borsod-Abaúj-Zemplén
Lénárddaróc este un sat în districtul Ózd, județul Borsod-Abaúj-Zemplén, Ungaria, având o populație de 287 de locuitori (2011). 

## Demografie
Componența etnică a satului Lénárddaróc
     Maghiari (100%)
Componența confesională a satului Lénárddaróc
     Romano-catolici (62,72%)
     Fără religie (6,62%)
     Reformați (5,92%)
     Necunoscută (24,74%)
     Alte religii (6,97%)
Conform recensământului din 2011, satul Lénárddaróc avea 287 de locuitori. Din punct de vedere etnic, majoritatea locuitorilor (100,0%) erau maghiari.  Din punct de vedere confesional, majoritatea locuitorilor (62,72%) erau romano-catolici, existând și minorități de persoane fără religie (6,62%) și reformați (5,92%). Pentru 24,74% din locuitori nu este cunoscută apartenența confesională.